# ملاطالب
ملاطالب روستایی از توابع بخش جاپلق شهرستان ازنا در استان لرستان ایران است.زبان اکثریت مردم این روستا لری گاپله ای است.

## جمعیت
این روستا در دهستان جاپلق شرقی قرار دارد و بر اساس سرشماری مرکز آمار ایران در سال ۱۳۸۵، جمعیت آن ۱۱۵ نفر (۲۷ خانوار) بوده‌است.

## جغرافیا
این روستا غالباً در تمام طول سال سرد است و در فصل زمستان بارندگی به صورت برف است.